# Матіола
Матіола, левкой, також левконія, левкоя (Matthiola) — рід квіткових рослин родини капустяних (Brassicaceae).
Латинська назва роду походить від імені натураліста П'єтро Андреа Маттіолі. Це однорічна рослина, що росте у прохолодному кліматі. Квітки одиничні або парні, різних кольорів та з солодким ароматом. Ці рослини часто використовуються в букетах. Рід містить близько 50 видів, поширених в Євразії, найчастіше культивуються Matthiola incana і Matthiola longipetala.

## Ботанічний опис
Рослина висотою до 1 метра з повстяним опушенням, утворює здерев'янілі кущики. Стебла прямі або трохи зігнуті, слабо гіллясті, з густим листям.
Листки ланцетної форми, цільні або зубчасті.
Квітки від білого до рожево-бузкового або жовтого кольорів з чотирма пелюстками та характерним солодким ароматом. Квітки зібрані у колосоподібні волоті.
Плід — сухий плоский стручок з виступаючими горбиками від насінин.

## Матіола в Україні
За даними Української радянської енциклопедії, в Україні зустрічається 5 видів матіоли, з них 3 культивують як декоративні.
- Matthiola annua (L.) Sweet [≈ Matthiola incana (L.) R.Br.] — левкоя однорічна, матіола однорічна, левкой однорічний. Вирощують для квітників, букетів, як горщикову культуру. Існує понад 400 сортів.
- Matthiola incana (L.) R.Br. — левкоя сива, матіола сива, левкой сивий. Використовують для вигонки рослин у теплицях та культивують у садах.
- Matthiola oxyceras DC. [≈ Matthiola longipetala (Vent.) DC.] — однорічна рослина з дрібними, дуже ароматними фіалковими квітками, що відкриваються на ніч.
- Matthiola fragrans (Fischer) Bunge — левкоя запашна, матіола запашна, левкой запашний. Трапляється на крейдяних відшаруваннях в басейні р. Сіверський Донець (Донецький кряж, південні відроги Середньоруської височини). Поширений у Харківській, Донецькій та Луганській областях. Занесена до Червоної книги України.
- Matthiola odoratissima (Bieb.) R.Br. — левкоя найзапашніша, матіола найзапашніша, левкой найзапашніший. Природно зростає в Криму, під охороною.